# Everway
Everway ist ein Pen-&-Paper-Rollenspiel, welches seit 1995 von verschiedenen Firmen herausgegeben und weiterentwickelt wird. Das Spiel war kommerziell nie erfolgreich und hat nie eine größere Verbreitung gefunden, jedoch ist es stilistisch bemerkenswert, da es zum Teil seltene Konzepte verwendet und auch einige Neuerungen einführte. 

## Geschichte
Everway wurde 1995/1996 unter der inzwischen eingestellten Alter Ego-Marke von Wizards of the Coast veröffentlicht. Die Vermarktung erfolgte zunächst mit dem Untertitel "Visionary Roleplaying", später unter "Epic Roleplaying of Myth and Legend". Der Hauptentwickler war Jonathan Tweet. Das Spiel wurde später von Wizards of the Coast eingestellt und von Rubicon Games übernommen, die mehrere Erweiterungen veröffentlicht haben. Im Februar 2001 wurde Everway abermals an Gaslight Press verkauft.

## Spielwelt
Das Spiel ist in einem Multiversum von Fantasy-Welten angesiedelt. Die Welten, Kulturen und Völker sind neben historischen Vorlagen stark von Mythen, Legenden geprägt, wobei ein wichtiges Designmerkmal ist, dass – im Gegensatz zu vielen anderen Rollenspielen – die europäischen Kulturen keine dominante Rolle spielen. Ungewöhnlich ist weiter, dass im Spiel verschiedene polytheistische Religionen des Altertums verwendet werden, anstatt dass Religionen – wie sonst üblich – erfunden wurden.

## Regelsystem
Das Regelwerk ist bewusst einfach gehalten und orientiert sich an den klassischen Elementen. Es werden keine Würfel verwendet – stattdessen gibt es als Zufallselement ein Kartenspiel mit 36 Karten, welches offenbar durch das Tarot inspiriert wurde. Die Charaktererschaffung stützt sich auf sogenannte „Vision Cards“ – Karten mit Fantasy-Motiven. Die Verwendung von visuellem Material bzw. Karten ist eines der Konzepte von Everway und hängt vermutlich mit dem Schwerpunkt von Wizards of the Coast im Vertrieb von Karten zusammen.